# ReVamp
ReVamp — рок-гурт з Нідерландів, утворений Флор Янсен, колишньою вокалісткою After Forever, а пізніше і Nightwish;  що грають симфонік-метал й у суміжних жантах. Восени 2016 року припинив існування.

## Склад гурту
- Флор Янсен — вокал
- Йорд Отто — гітара
- Рубен Війґа — клавішні
- Матіас Ландес — барабани
- Генк Вонк — бас
- Ар'єн Рійнен — гітара

### Колишні учасники
- Яап Мельман — бас (2010–2012)

## Дискографія
- 2010: ReVamp
- 2013: Wild Card